# Henschia jucundus
Henschia jucundus är en insektsart som beskrevs av Mitjaev 1967. Henschia jucundus ingår i släktet Henschia och familjen dvärgstritar. Inga underarter finns listade i Catalogue of Life.